# Marie-Marguerite d'Youville
Marie-Marguerite d'Youville, nata Dufrost de Lajemmerais (Varennes, 15 ottobre 1701 – Montréal, 23 dicembre 1771), è stata una religiosa canadese, fondatrice della congregazione delle Suore della Carità (Suore Grigie). Nel 1990 è stata proclamata santa da papa Giovanni Paolo II.

## Biografia

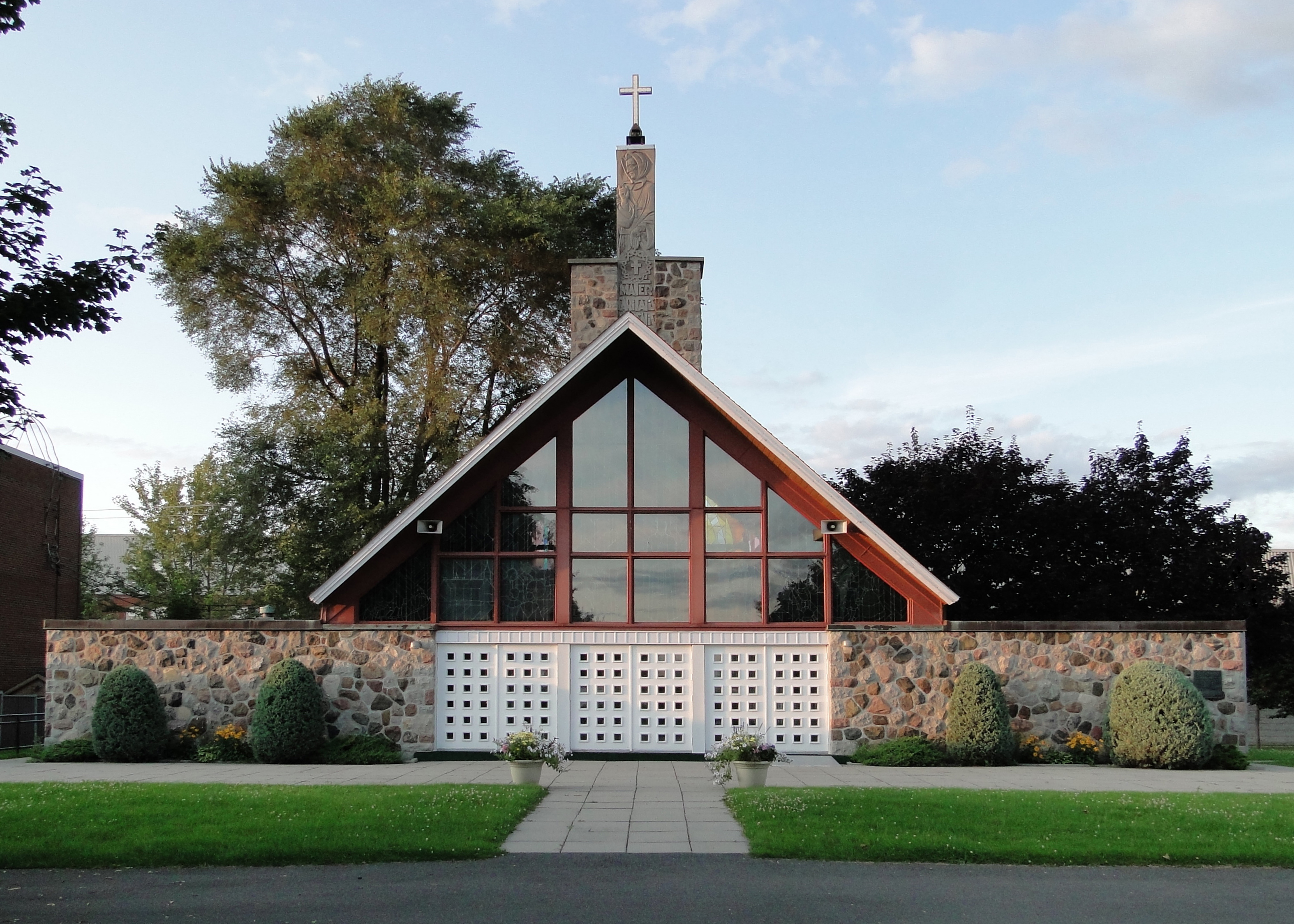
Chiesa santuario di santa Maria-Margherita a Varennes, nel Quebec

Nata con il nome di battesimo di Marie-Marguerite Dufrost de Lajemmerais, era la figlia maggiore di Christophe du Frost e di sua moglie Marie-Renée Gaulthier de Varennes. Perse il padre all'età di sette anni lasciando la famiglia in condizioni di estrema povertà. Nonostante ciò, e grazie all'intervento di suo bisnonno Pierre Boucher, la giovane Marie poté studiare per due anni presso l'instituto delle orsoline in Québec. Dopo questo periodo fu costretta tuttavia a fare ritorno dalla sua famiglia ed occuparsi dell'educazione dei suoi cinque fratelli.
Nel 1722 sposò il medico François d'Youville ma la sua vita matrimoniale si rivelò presto un vero fallimento, soprattutto a causa delle continue e prolungate assenze del marito dedito al traffico illegale di alcool con le popolazioni indiane. François morì nel 1730.
Essendo i suoi due figli sopravvissuti già dediti alla vita religiosa, Marguerite e altre tre donne fondarono nel 1737 un'associazione religiosa per fornire una casa per i poveri a Montreal. All'inizio la casa ospitava solo quattro o cinque membri, ma crebbe grazie ai fondi ottenuti dalle donne. Poiché le loro azioni andavano contro le convenzioni sociali del periodo, d'Youville e le sue compagne vennero derise dai loro amici, parenti e perfino dai poveri che aiutavano. Alcuni le chiamavano "le grises", che può significare "le donne grigie", ma significa anche "le donne ubriache", riferendosi al defunto marito di Marguerite. Nel 1744 l'associazione divenne una congregazione religiosa con una regola e una comunità formale. Nel 1747 venne loro garantito il diritto di gestire il General Hospital of Montreal, che in quel periodo era in rovina e pieno di debiti. Marguerite e le sue compagne riportarono l'ospedale in una buona situazione finanziaria, ma esso venne distrutto da un incendio nel 1765. La congregazione ricostruì l'ospedale poco dopo. A questo punto, la congregazione era già conosciuta come le "Suore Grigie di Montréal" dal soprannome dato per scherno alle religiose anni prima. Anni dopo, mentre la congregazione si espandeva ad altre città, divenne noto semplicemente come le "Suore Grigie". Dalla casa madre di Montréal, si staccarono varie filiali che diedero origine a numerose congregazioni autonome di suore grigie: le Suore Grigie di Saint-Hyacinthe, le Suore Grigie della Croce di Ottawa, le Suore Grigie di Québec, le Suore Grigie del Sacro Cuore di Filadelfia, le Suore Grigie dell'Immacolata Concezione di Pembroke).

## Culto
Dal Martirologio Romano: "A Montréal in Canada, santa Maria Margherita d'Youville, religiosa, che, madre di famiglia, rimasta vedova, educò piamente due dei suoi figli sulla via del sacerdozio e si adoperò con tutte le forze per l'assistenza agli infermi, agli anziani e ai bisognosi di ogni genere, per i quali fondò la Congregazione delle Suore della carità."
Memoria liturgica il 23 dicembre.